# Der Richter und sein Henker
Der Richter und sein Henker (en català, "El jutge i el seu botxí") és una pel·lícula de thriller de misteri alemanya del 1975 en DeLuxe Color dirigida per Maximilian Schell i protagonitzada per Jon Voight, Jacqueline Bisset, Martin Ritt i Robert Shaw. Coescrita per Friedrich Dürrenmatt, la pel·lícula es una adaptació de la seva novel·la de 1950 El jutge i el seu botxí. Dürrenmatt també hi apareix, i Donald Sutherland interpreta el paper de cadàver de Schmied.

## Sinopsi
A Estambul el 1948, el llavors jove policia Hans Bärlach va fer una aposta amb Gastmann perquè cometés un assassinat en la seva presència sense que Bärlach pogués demostrar-ho. Bärlach més tard va fer carrera com a oficial de policia a Berna, i Gastmann com a criminal. Moltes dècades després, Hans Bärlach és un antic detectiu a Berna. El seu millor col·lega, Robert (al llibre Ulrich) Schmied, es troba assassinat a trets en una carretera del camp. Com que Bärlach és malalt, les investigacions són realitzades principalment pel detectiu Tschanz, rival professional i privat de Schmied. Schmied investiga d'incògnit Gastmann, que té amics i mecenes als cercles més alts.
Tschanz investiga Gastmann. No només vol tancar el cas d'assassinat, sinó també seguir els passos de Schmied com a criminalista d'èxit. Al mateix temps, Bärlach adverteix a Gastmann que l'enviaria un "botxí". Tschanz, decidit a fer-ho tot, busca un enfrontament amb Gastmann; quan es defensa, Tschanz el dispara. D'aquesta manera, Bärlach va "jutjar" a Gastmann, perquè no el podia jutjar pels crims que havia comès, per un que no va cometre, perquè l'assassí de Schmied és Tschanz. Tschanz després es va suïcidar i Bärlach va haver de sotmetre's a una operació perquè estava greument malalt.

## Repartiment
- Jon Voight - Herr Walter Tschanz
- Jacqueline Bisset - Frau Anna Crawley
- Martin Ritt - Kommisar Hans Baerlach
- Robert Shaw - Herr Richard Gastmann
- Helmut Qualtinger - Herr von Schwedi
- Gabriele Ferzetti - Doctor Lucius Lutz
- Rita Calderoni - Nadine
- Norbert Schiller - Dr. Hungertobel
- Lil Dagover - Mare de Gastmann
- Friedrich Dürrenmatt - Friedrich l'escriptor

## Banda sonora
La majoria de les composicions originals d'Ennio Morricone van ser substituïdes a la versió cinematogràfica internacional, utilitzant la música que el compositor havia escrit per a projectes més antics. Només cinc temes de la partitura de Morricone havien estat publicats posteriorment en un àlbum de vinil. El 2010, la discogràfica italiana Beat Records va publicar la partitura original, originalment composta per Morricone, com una edició de CD limitada que contenia 31 temes amb un temps total de 76:20 minuts.

## Guardons
La pel·lícula va obtenir dos premis als Deutscher Filmpreis: a la millor edició (Dagmar Hirtz) i al llargmetratge excepcional. Maximilian Schell també va ser nominat a la millor direcció i va guanyar la conquilla de plata al Festival Internacional de Cinema de Sant Sebastià 1975.